# 春日井市立鷹来中学校
春日井市立鷹来中学校（かすがいしりつ たかきちゅうがっこう）は、愛知県春日井市鷹来町にある公立中学校。

## 概要
- 春日井市立鷹来小学校校区、春日井市立大手小学校校区、及び春日井市立西山小学校校区の一部(桃山地域)の生徒が通学する[1]。
- 春日井市立鷹来小学校の校区内にあるものの半数以上は春日井市立大手小学校出身者であり人口バランスは北低南高である。
- 朝宮公園に近い大手田酉町居住者は申請の上で自転車移動を認められている
- 校地は旧・名古屋陸軍造兵廠鷹来製造所の跡地である。
- 生徒各々が書く「若鷹」と言う日記が存在しそれを担任が閲覧してレスポンスを返すことになっている。
- 数は少ないが鷹来小学校から鷹来中学校、更に愛知県立小牧工科高等学校に進学した場合は「鷹」をモチーフとした学校を3校通うことになる。

## 沿革
- 1975年（昭和50年）4月 - 春日井市立西部中学校から分離し、開校。
- 1976年（昭和51年） - 校舎を増築する。
- 1977年（昭和52年） - 体育館が完成する。
- 1985年（昭和60年） - 校舎を増築する。
- 1991年（平成3年） - 武道場が完成する。

## 交通アクセス
- 名鉄バス桃山線、小牧・勝川線、春日井市民病院線「田楽」バス停より徒歩約5分。

JR春日井駅より【22系統】「大草」行き。
勝川駅より【50系統】「小牧駅」行。【51系統】「春日井市民病院（定野経由）」行。
小牧駅より【50系統】「勝川駅」行。
- こまき巡回バス桃花台線小牧駅発桃花台センター上行き上田楽バス停下車

## 周辺施設
- 愛知県立春日井西高等学校
- 春日井市立鷹来小学校
- 春日井市立大手小学校
- 春日井市消防本部
- パナソニック エコシステムズ
- 春日井市総合体育館
- 春日井鷹来郵便局

## 出身者
- 森本和義（政治家）
- 小椋研介（JRA調教師）[2]
- 杉森考起（サッカー選手）